# Aplonis dichroa
El estornino de San Cristóbal (Aplonis dichroa) es una especie de ave paseriforme de la familia Sturnidae endémica del sur de las Islas Salomón. 

## Descripción
El estornino de San Cristóbal es más pequeño que el estornino de las Salomón, alrededor de 20 cm de largo. El plumaje de los adultos es negro brillante menos sus plumas primarias y secundarias que son pardas. Su pico y patas son negras y el iris de sus ojos rojo. Los juveniles son más parduzcos y tienen los ojos anaranjados.

## Distribución y hábitat
Se encuentra únicamente en la isla de San Cristóbal, en el extremo sur de las islas Salomón. Su hábitat natural son los bosques húmedos tropicales de tierras bajas.